# Jarrakanské jazyky
Jarrakanské jazyky jsou malou jazykovou rodinou. Jazyky z této rodiny se používají na severu Austrálie, ve východní části regionu Kimberley. Název jazykové rodiny je odvozen ze slova jarrak, což znamená jazyk v jazyce kija.

## Rozdělení
Jarrakanské jazyky se dělí dvě podskupiny: kijické jazyky (kam patří pouze jazyk kija) a miriwoongické jazyky:
- Kijické jazyky
  - Kija (cca 160 mluvčích)
- Miriwoongické jazyky
  - Miriwoong (cca 150 mluvčích)
  - Gajirrabeng (cca 3 mluvčí)

(někdy se mezi jarrakanské jazyky řadí také vymřelý a málo zdokumentovaný neklasifikovaný jazyk doolboong.)